# شركة زهران القابضة
تأسست شركة زهران القابضة عام 1975 على يد الشيخ غرم الله الزهراني تحت اسم شركة زهران للصيانة والتشغيل (ZOMC)، حيث تخصصت الشركة في البداية في تقديم الصيانة والخدمات الزراعية والصحية والتجارية.
من خلال تصميمها وطموحها، بنت شركة زهران للصيانة والتشغيل وطورت تصنيفها وراهنت بالتالي وضمنت عقود تشغيل وإدارة أكبر وأكثر تعقيداً
قامت شركة زهران للصيانة والتشغيل خلال فترة زمنية قصيرة بتنفيذ وإتمام عدد كبير من العقود مع القطاعين العام والخاص ونجحت في اختيارها كواحدة من أبرز الشركات الخاصة لما حققته من إنجازات وأظهرته من أداء متميز.

## تحول الشركة 1988
استفادت شركة زهران القابضة للصيانة والتشغيل من تحولات الأسواق والطلب وتطلعات العملاء، والاطلاع بدور منشأة مماثلاً لدور الحكومة، وقامت بالمنافسة لتلبية التزايد المستمر على طلب خدمات التشغيل والصيانة في السوق في المملكة العربية السعودية، كما وسعت خدمات التشغيل والصيانة لتغطي أنواع مختلفة من القطاعات ولتوسيع انتشارها في جميع أنحاء المملكة. تضم قائمة عملائها كلاً من وزارة الصحة (المستشفيات والعيادات الطبية)؛ وزارة الدفاع (القواعد العسكرية والثكنات) وزارة التعليم (الجامعات والمجمعات السكنية)، ووزارة الشؤون البلدية والقروية (أعمال المدينة والخدمات الصحية.
ومع مرور الوقت، نمت شركة زهران القابضة للصيانة والتشغيل وازدهرت لتصبح واحدة من أكبر الشركات الرائدة في السعودية في مجال التشغيل والإدارة، وتوفير الخدمات للقطاعين العام والخاص في شتى المجالات. تعزى سرعة وثبات نمو الشركة إلى كفاءتها وجودتها العالية والخدمة المتميزة التي تقدمها.

## بداية جديدة 1995
التطور السريع الذي شهدته المملكة العربية السعودية في منتصف التسعينيات وما تبعه من نمو متلاحق في الطلب على الخدمات والمنتجات المتنوعة فتح الطريق لإنشاء زهران القابضة.
شكلت زهران القابضة تحت مظلتها عددا من الشركات المتخصصة التي تعمل في المجالات التالية: التجارة العامة؛ الإنشاءات والمقاولات، الخدمات الأمنية، خدمات الرعاية الصحية والطبية، خدمات البيئة والتنظيم وخدمات التزويد.
ميزت هذه الشركات نفسها من خلال اختيارها لكوادر وطنية بأعلى مستوى من الخبرة المتعارف عليها وتعاملت مع مختلف التقنيات والمعايير المعتمدة عالمياً، في ذلك الوقت، وكانت تحتل شركة زهران القابضة المرتبة 67 على قائمة أكبر 100 شركة في المملكة العربية السعودية

## الدخول إلى الاسواق العالمية 2005
طلق مجلس إدارة شركة زهران القابضة في عام 2005 بدعم من رئيسها الشيخ غرم الله بن رداد الزهراني الخطة الطموحة “زهران – من المحلية إلى العالمية”، وقد وضعت هذه الخطة تصوراً لتحول زهران القابضة من كيان محلي إلى مؤسسة عالمية ذات أبعاد متعددة الجنسيات
تُرجمت تلك الرؤية إلى إعادة إطلاق شركة زهران القابضة كمجموعة شركات متعددة التخصصات مع عدة ممتلكات في قطاعات مختلفة، مع التخطيط السليم والتنفيذ السريع، شرعت شركة زهران القابضة عهداً جديداً من خلال الدخول في عمليات التشغيل التالية: الاستثمار والتطوير العقاري؛ الاستثمار المالي؛ الاتصالات وتكنولوجيا المعلومات؛ وتطوير الطاقة؛ الإعلام والإعلان؛ وإدارة المشاريع
ولدمج عملياتها في عملياتها المتنوعة، أقامت زهران القابضة تحالفات إستراتيجية مع شركات عالمية بهدف تأمين وتطوير عملياتها. ولقد أصبح عدد الموظفين في زهران القابضة اليوم أكثر من 20 ألف موظف على درجة عالية من المهارة والكفاءة. واحتلت المجموعة عام 2007 المرتبة 26 من بين أكبر 100 شركة في المملكة العربية السعودية.